# 科尔布
科尔布是德国巴登-符腾堡州的一个市镇。总面积8.45平方公里，总人口10342人，其中男性5107人，女性5235人（2011年12月31日），人口密度1 224人/平方公里。